# Martha Louise Hudson
Martha Hudson (nhũ danh Martha Louise Sissons), Phu nhân Hudson hay đơn giản Bà Hudson (Mrs Hudson) là một nhân vật trong loạt truyện Những cuộc phiêu lưu của Sherlock Holmes.

## Lai lịch
Bà Hudson là chủ nhân căn nhà 221B phố Baker, nơi Sherlock Holmes và bác sĩ Watson thuê. Được Sherlock Holmes mô tả là "bà già tử tế, chỉ chăm chú làm việc mình". Còn theo nhật ký của bác sĩ Watson, thì bà nấu ăn không khá lắm, nhưng có biệt tài quan sát và óc hài hước do chịu ảnh hưởng từ năng lực phá án của Holmes.
Bà Hudson thường phụ dọn nhà cửa cho đôi nhân vật chính, nhưng cũng nhận thư từ cho họ và đôi khi dự phần cuộc điều tra, thậm chí một số tập giữ vai trò cởi nút. Bà đặc biệt khó chịu với các thí nghiệm của Holmes.
| “ | Thậm chí tôi quên khuấy một bưu tá London tầm thường trông như nào rồi. Cứ hễ nhận thư cho ông là tôi lại phát bực. Lúc do kẻ rách rưới mang đến, khi bay qua cửa sổ với cục đá, hoặc đận huynh ông Mycroft gửi điện tín qua một người sang trọng như thể ở điện Buckingham trờ tới. Lại ban sớm có tên tóc râu bờm xờm nhét qua khe cửa một tờ phiếu. Mà mới chốc trước khi các ông dậy, có gã đâu xộc vào, càu nhàu cái gì không sao hiểu nổi, rồi ném phong bì vào tay tôi và chạy mất. Theo tôi, chắc có bom đấy. Tôi nản ông Holmes lâu rồi. Còn ông thôi, bác sĩ ạ ! | ” |